# Rundnase
Rundnase ist ein Begriff aus dem Gartenfachhandel, mit der Zwiebeln der Narzissen bezeichnet und klassifiziert werden. Als Nase bezeichnet man dabei die Zwiebelenden, an denen die Laubblätter entsprangen. Die Zwiebel ist rund, aber verfügt nur über eine einzige Nase. Sie wird dementsprechend im ersten Jahr auch nur eine Gruppe von Laubblättern sowie einen Blütenstand ausbilden.
Normalerweise werden Rundnasen noch nicht gehandelt. Lediglich Narzissen der Klasse 3 und 9 sind grundsätzlich in dieser Form im Handel. Typischer für gehandelte Narzissen ist dagegen die sogenannte Doppelnase. 